# Karl Friedrich Geldner
Karl Friedrich Geldner (ur. 17 grudnia 1852 w Saalfeld, zm. 5 lutego 1929 w Marburgu) – niemiecki iranista i indolog. Od roku 1887 był profesorem Uniwersytetu w Halle, od 1890 w Berlinie, a od 1907 w Marburgu. Napisał m.in. Vedische Studien (1889-1901, wydał tekst Awesty t. 1-3 1885-93 oraz przetłumaczył i opatrzył komentarzem Rygwedę (t. 1-4 1951-57).